# Wilfried Scholz
Wilfried Scholz (ur. 23 listopada 1950) – niemiecki lekkoatleta, długodystansowiec. W czasie swojej kariery startował w barwach Niemieckiej Republiki Demokratycznej.
Zdobył srebrny medal w biegu na 3000 metrów na europejskich igrzyskach juniorów w 1968 w Lipsku.
Zdobył srebrny medal w biegu na 3000 metrów na halowych mistrzostwach Europy w 1971 w Sofii, przegrywając tylko z Peterem Stewartem z Wielkiej Brytanii, a wyprzedzając Jurija Aleksaszina ze Związku Radzieckiego. Zajął 6. miejsce w mistrzostwach świata w biegach przełajowych w 1974 w Monzy oraz 11. miejsce  w mistrzostwach świata w biegach przełajowych w 1975 w Rabacie.
Był mistrzem NRD w biegu na 5000 metrów w 1973, wicemistrzem na tym dystansie w 1974 oraz brązowym medalistą w 1970, a także mistrzem w biegu przełajowym w 1976, wicemistrzem w 1971 i 1974 oraz brązowym medalistą w 1972 i 1973. W hali był mistrzem NRD w biegu na 3000 metrów w 1972 i 1974 oraz wicemistrzem w tej konkurencji w 1971.
Jego rekord życiowy w biegu na 5000 metrów wynosił 13:32,2. Został ustanowiony 14 czerwca 1972 w Berlinie.